# Installation de chauffage ionosphérique Sura

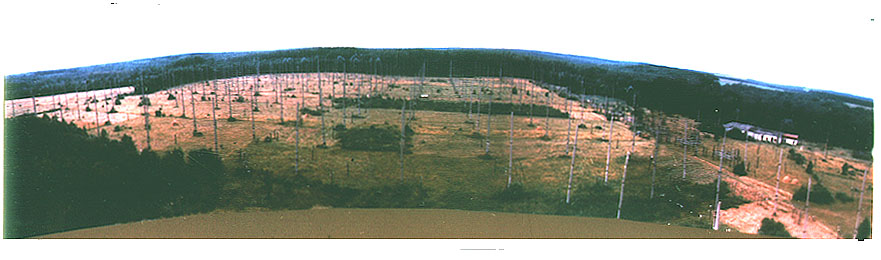
Vue du réseau d'antennes sur le site de Sura.

L'installation de chauffage ionosphérique de Sura, située près de la ville de Vassilsoursk à environ 100km à l'est de Nijni Novgorod en Russie, est un laboratoire de recherche sur l'ionosphère. Sura est capable de rayonner environ 80 mégawatts à 4,3 MHz, et jusqu'à 260 mégawatts à 9,5 MHz.

## Historique
L'installation de Sura a été mise en service en 1981. À l'aide de cette installation, des chercheurs russes ont étudié le comportement de l'ionosphère et l'effet de la génération d'émissions à basse fréquence sur la modulation du courant de l'ionosphère. Le ministère de la Défense soviétique était l'utilisateur principal de l'installation. Le réchauffeur ionosphérique américain HAARP, dont l'exploitation a commencé en 1993, est similaire à l'installation de Sura.